# Diaprun solutif
 (septembre 2022).
Le diaprun solutif (diapranum solutivum ; diaprun composé) était un remède de la famille des électuaires. Il venait après la thériaque, le diascordium et les catholicum dans la pharmacopée maritime occidentale au XVIIIe siècle .
Il était composé selon l'ouvrage de Maistral de :
- racines de polypodes de chêne : 2 onces ;
- graines d'épine-vinette : 1 once ;
- semences de réglisse contuse : 1 once ;
- fleurs ou graines de violette : 1 once
- prunes de Damas : 1,5 livre ;
- eau : 8 livres ;
- sucre : 2 livres ;
- suc de coings : 6 onces ;
- pulpe de pruneau épaissie au bain-marie : 1 livre ;
- poudre de santal citrin : ¹⁄₂ once ;
- poudre de santal rouge : ¹⁄₂ once ;
- semences de pourpier : 1 once ;
- fleurs séchées de rose pulvérisées : 1 once ;
- scammonée en poudre : à raison de 1/24 des autres ingrédients (sans cela, il s'agit du diaprun simple).

Toujours d'après Maistral : « On recommande le diaprun simple, non seulement dans les fièvres continues et intermittentes les plus fortes, mais dans toutes les maladies qui dépendent de la bile et du vice des poumons, des reins et de la vessie. On lui attribue aussi la propriété de tempérer la chaleur des fièvres aiguës eu égard à son effet laxatif. »